# Gumersindo España Olivares
Gumersindo España Olivares (13 de enero de 1935-17 de febrero de 2018) fue un artesano juguetero mexicano. Provenía de una familia de jugueteros. Esta tradición comenzó con su abuelo, quien realizaba las artesanías en barro, pero él decidió empezar a tallar juguetes en madera. Además de hacer juguetes tradicionales, diseñó nuevos modelos como las artesanías relacionadas con la historia de Guanajuato. Por su dedicación ganó una gran variedad de premios.

## Biografía
España Olivares proviene de Santa Cruz de Juventino Rosas, Guanajuato. Él aprendió a esculpir máscaras y juguetes de su padre y su abuelo. La familia España Olivares comenzó en el negocio de las artesanías haciendo copias de juguetes antiguos de cerámica llamados "negros", nombrados así debido a su color, de esta manera abrieron un taller llamado "La Puerta Vieja." Su abuelo viajó a pie hasta llegar a Michoacán y San Luis Potosí para vender sus juguetes debido a la falta de transporte en ese entonces.
Los artistas, coloquialmente conocidos como Shinda o Chinda, continúan esta tradición con su propio taller localizado detrás de su propia casa. Su familia ayuda de alguna forma con el negocio familiar, aun cuando la mayoría labora en otro tipo de empleos.
Gumercindo también fue historiador de su pueblo, con amplio conocimiento de herbolaria y de su región geográfica, gracias a los conocimientos que adquirió de su abuelo.

## Producción de juguetes
Aun cuando él empezó a esculpir juguetes en arcilla, al día de hoy la mayoría de su producción es tallada en madera, particularmente en un tipo de madera llamada copalillo, esta madera es traída de una montaña de la zona. La mayoría de los juguetes están talladas en una sola pieza de madera, aun cuando sus extremidades (pies, brazos y cabeza) se articulan. Cuando los juguetes han sido tallados por completo, son pintados con esmalte.
El tipo de juguete que se fabrica varía dependiendo de la temporada y las festividades venideras con la finalidad de ser vendidos en las ferias y los mercados. Las figurillas comprenden boxeadores, jinetes a caballo, payasos, toreros y animales, especialmente aves. También incluyen accesorios como carruseles y varias piezas para montar escenas como corridas de toros, "lucha libre" e incluso funerales. Un juguete muy tradicional son las gallinas y las palomas que se les mueve la cabeza y la cola cuando la pelota tensada con cuerdas es movida.
Gumercindo ha experimentado haciendo nuevos diseños de nuevos temas como la historia de Guanajuato, un ejemplo es el Pipila y su historia. Los artesanos creen que para hacer Buenos juguetes, uno debe tener buena disposición. Si el artesano está enojado, los juguetes se tornan feos. Él también cree que los juguetes tienen vida ya que son tallados para que la gente ría.
Su trabajo ha sido digno de reconocimiento,  ha ganado "La Cigarrera La Moderna" y el Premio de "Fomento Cultural" Banamex en 1996, revivió ayuda del programa "Apoyo a las Culturas Municipales y Comunitarias" en 2001 y ganado el galardón nacional del primer concurso Nacional Juguete Popular Mexicano auspiciado por el Museo del Juguete Popular Mexicano “La Esquina” en San Miguel de Allende y FONART.